# Kamasjaure (Gällivare socken, Lappland)
Kamasjaure är en sjö i Gällivare kommun i Lappland och ingår i Kalixälvens huvudavrinningsområde. Sjön har en area på 1,15 kvadratkilometer och ligger 499,2 meter över havet. Kamasjaure ligger i Kaitum fjällurskog Natura 2000-område. Sjön avvattnas av vattendraget Kamasjåkk.

## Delavrinningsområde
Kamasjaure ingår i det delavrinningsområde (750483-167876) som SMHI kallar för Utloppet av Kamasjaure. Medelhöjden är 510 meter över havet och ytan är 7,85 kvadratkilometer. Det finns inga avrinningsområden uppströms utan avrinningsområdet är högsta punkten. Kamasjåkk som avvattnar avrinningsområdet har biflödesordning 2, vilket innebär att vattnet flödar genom totalt 2 vattendrag innan det når havet efter 340 kilometer. Avrinningsområdet består mestadels av skog (73 procent). Avrinningsområdet har 1,15 kvadratkilometer vattenytor vilket ger det en sjöprocent på 14,6 procent.